# Acido caffeico
L'acido caffeico è un acido organico che deriva dall'acido cinnamico. Deriva dall'acido 4-idrossicinnamico e la sua struttura base è l'anello catecolico (1,2-diossibenzenico).
Chiamato così in quanto è stato riscontrato originariamente negli estratti di caffè; successivamente rilevato ampiamente in natura. Come tale e derivato (acidi caffeici/clorogenici), si trova nell'angelica, nell'arnica, nella bardana, nella fumaria, nella melissa e nel propoli, in elevate percentuali. Alimenti in cui è particolarmente rappresentato sono la cicoria, il carciofo, i piselli e le fragole.
Come tale è dotato di proprietà antibiotica verso certi germi patogeni intestinali. 
Ha debole effetto anti-infiammatorio ed è dimostrato inibire l'enzima xantina ossidasi, deputato alla trasformazione della xantina in acido urico, responsabile dei fenomeni gottosi se eccessivamente diffuso nei tessuti.
È classificato dalla IARC come possibile carcinogeno per l'uomo.

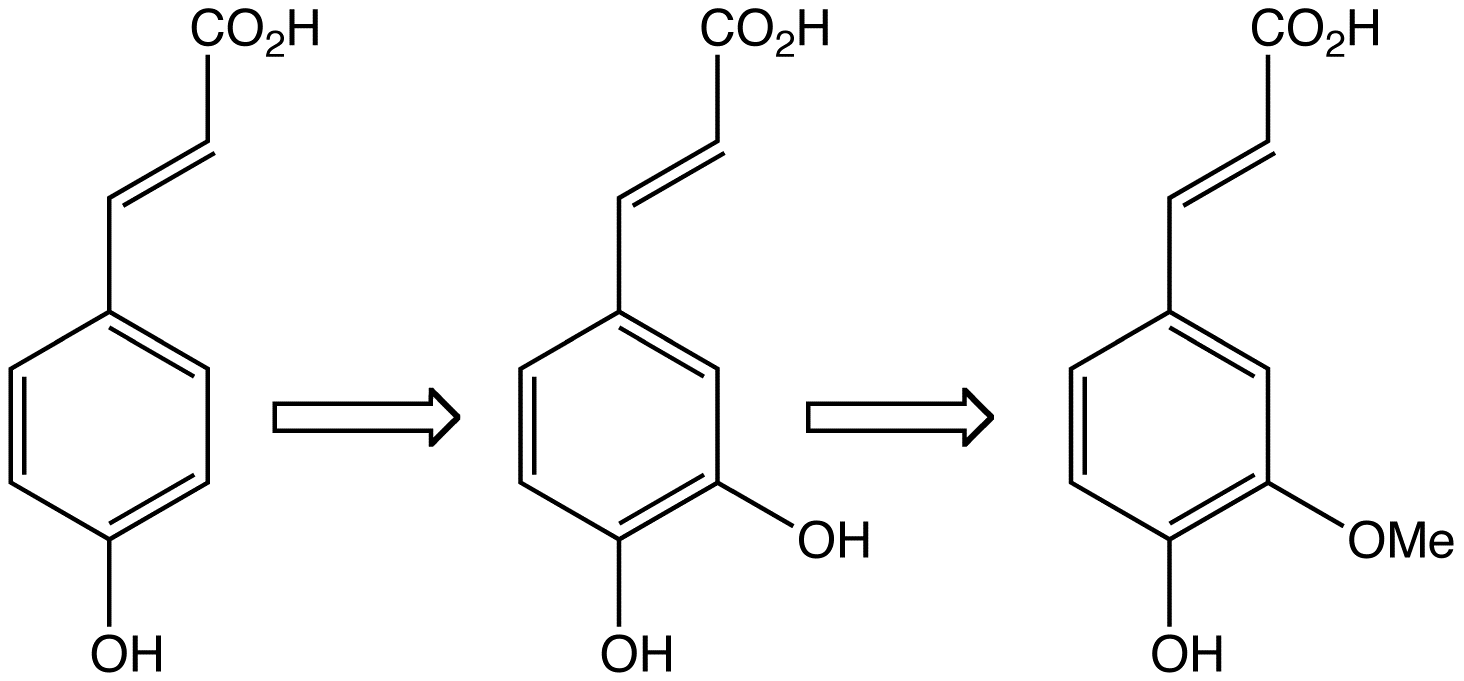
Nelle piante, l'acido caffeico (al centro) si forma dall'acido 4-idrossicinnamico (a sinistra) ed è trasformato in acido ferulico.